# مقاطعة حراز مانقين
مقاطعة حراز مانقين هي واحدة من ثلاث مقاطعات في إقليم سلامات، في تشاد. عاصمتها حراز.

## التقسيمات
تنقسم المقاطعة إلى ثلاثة بلدات، هي:
- حراز
- مانقين
- دها